# متحف العريش
متحف العريش هو متحف يقع في مدينة العريش بمحافظة شمال سيناء، مصر. أفتتح المتحف في 16 مارس 2008 من قبل سوزان مبارك وبلغت تكلفة إنشائه حوالي 45 مليون جنيه ويضم 8 قاعات وهى تجسد تاريخ سيناء من عصر الإنسان الأول والعصور القديمة والوسطى والحديثة.

## المقتنيات
يضم المتحف حوالي 300 قطعة أثرية ومن أهم القطع المعروضة في المتحف تماثيل للآلهة المصرية القديمة ومجموعة من تماثيل الأوشبتي وتابوت آدمي دون غطاء، إضافة إلى مجموعة من الآثار اليونانية والرومانية والقبطية والإسلامية من أهمها قناع من الجص الملون وأيقونة قبطية مزدوجة.

## الهجمات الإرهابية
في عام 2015 استهدفت جماعات إرهابية المتحف بقذيفتين أدت لإحداث فجوة يبلغ قطرها ثلاثة أمتار في الحائط الشرقي للمتحف وتدمير البوابات والأسقف وزجاج النوافذ. كان المتحف خال من إي قطع أثرية وقت الهجوم حيث تم نقلها عقب اشتعال الأحداث بسيناء.